# 近鉄蟹江駅
近鉄蟹江駅（きんてつかにええき）は、愛知県海部郡蟹江町本町十一丁目にある、近畿日本鉄道（近鉄）名古屋線の駅である。駅番号はE08。

## 歴史
- 1938年（昭和13年）6月26日：関西急行電鉄の桑名 - 関急名古屋（現・近鉄名古屋）間開通に伴い、関急蟹江駅として開業する[1]。
- 1940年（昭和15年）1月1日：参宮急行電鉄が関西急行電鉄を合併し、参宮急行電鉄の駅となる[2]。同時に参急蟹江駅に改称する[1]。
- 1941年（昭和16年）3月15日：大阪電気軌道が参宮急行電鉄を合併し、関西急行鉄道が成立[2]。線路名称の改定により名古屋線所属駅となる[3]。同時に関急蟹江駅に改称する[1]。
- 1944年（昭和19年）6月1日：関西急行鉄道が南海鉄道（現在の南海電気鉄道の前身）を合併し、近畿日本鉄道の駅となる[2]。同時に近畿日本蟹江駅に改称する[1]。
- 1961年（昭和36年）8月10日：駅を移設するとともに、待避線を設置する。
- 1970年（昭和45年）3月1日：近鉄蟹江駅に改称する[1]。
- 2002年（平成14年）3月20日：急行の停車駅に追加される。
- 2007年（平成19年）4月1日：ICカード乗車券「PiTaPa」の近鉄線におけるサービス開始に伴い、当駅でも供用を開始する[4]。
- 2014年（平成26年）1月11日：町名地番変更に伴い、所在地が蟹江町大字蟹江本町字チの割から同町本町十一丁目に変更される[5]。
- 2022年（令和4年）1月21日：駅長が廃止され、近鉄名古屋駅長の管轄駅となった。
- 2024年（令和6年）9月21日：前日をもって特急券・企画乗車券発売窓口を廃止[6][7][8]。

## 駅構造
待避可能な島式ホーム2面4線を持つ地上駅で、内側2線（2番線と3番線）が本線、外側2線（1番線と4番線）が待避線である。駅舎は線路北側（名古屋方面行きホーム）桑名寄りにあり、各ホームへは構内踏切で連絡しており、地平面とホーム間はスロープ状となっている。ホーム有効長は6両編成に対応している。

### のりば
| のりば | 路線       | 方向 | 行先                   |
| ------ | ---------- | ---- | ---------------------- |
| 1・2   | E 名古屋線 | 下り | 伊勢中川・五十鈴川方面 |
| 3・4   | E 名古屋線 | 上り | 近鉄名古屋方面         |

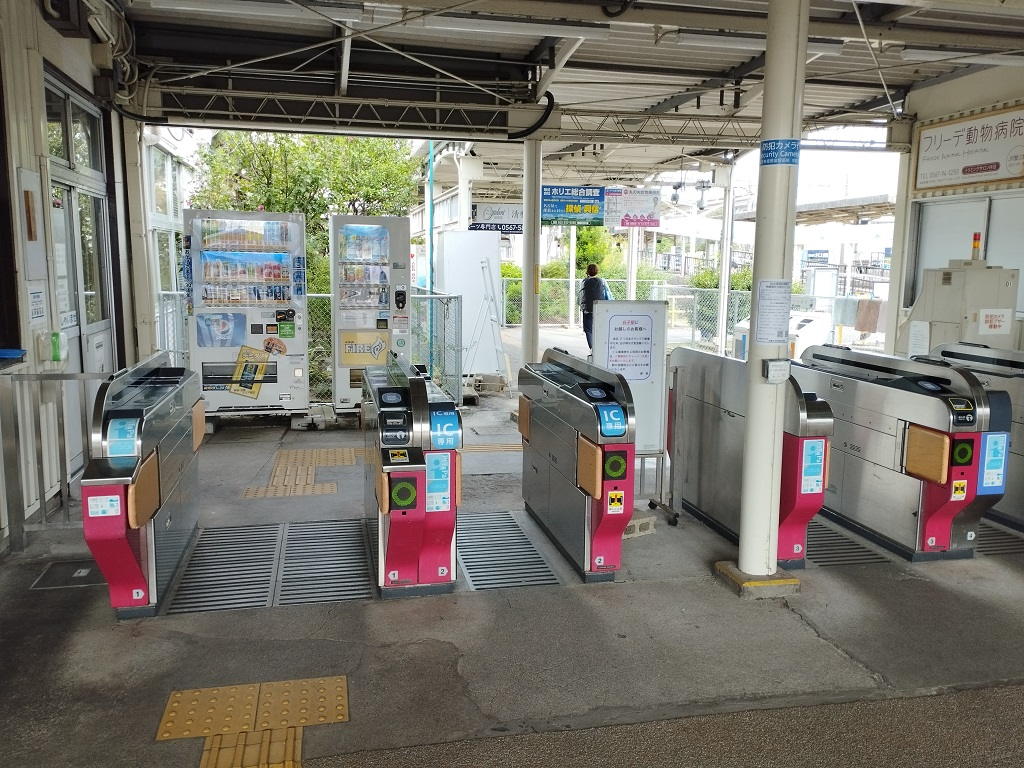
改札口
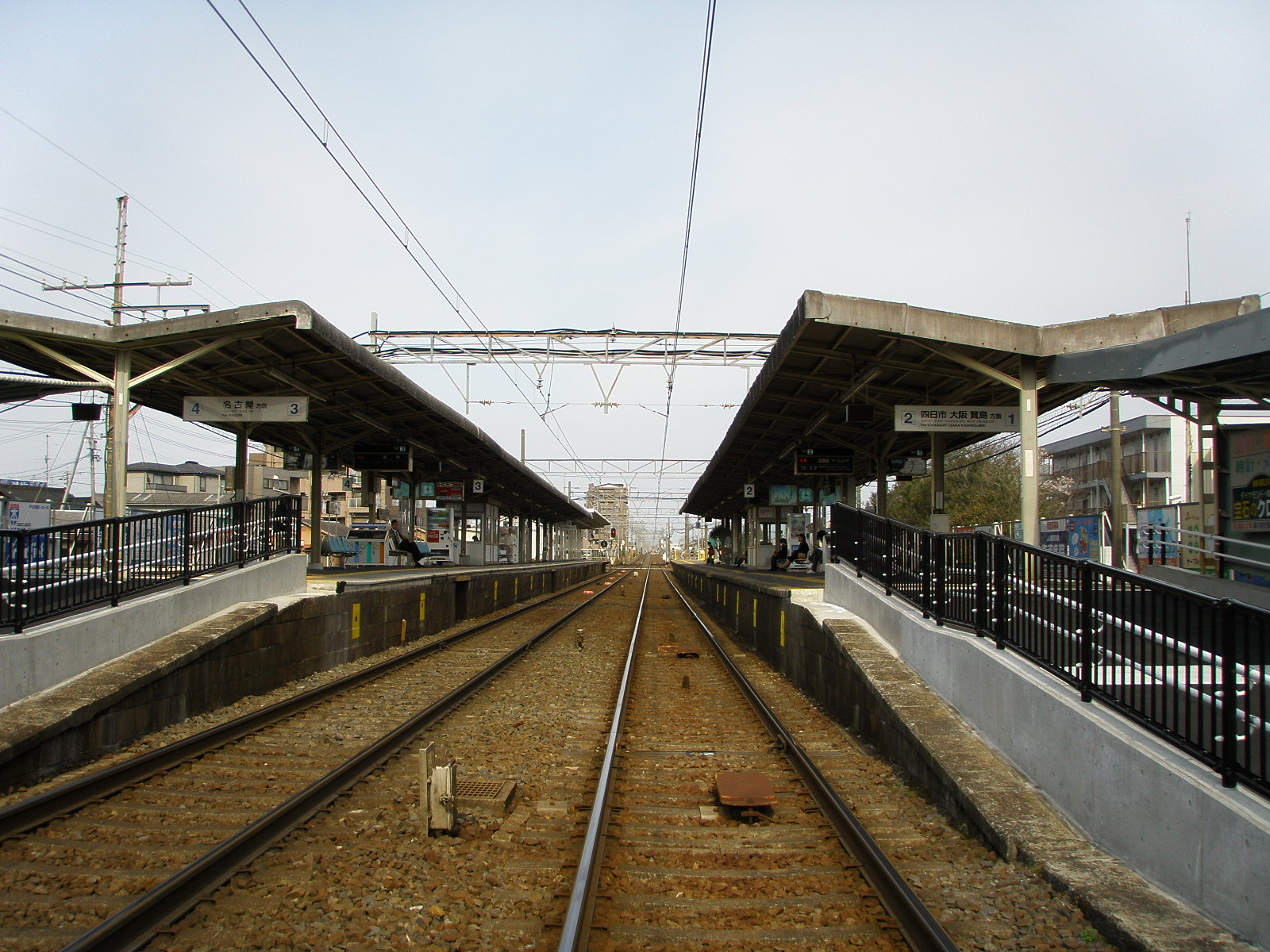
ホーム
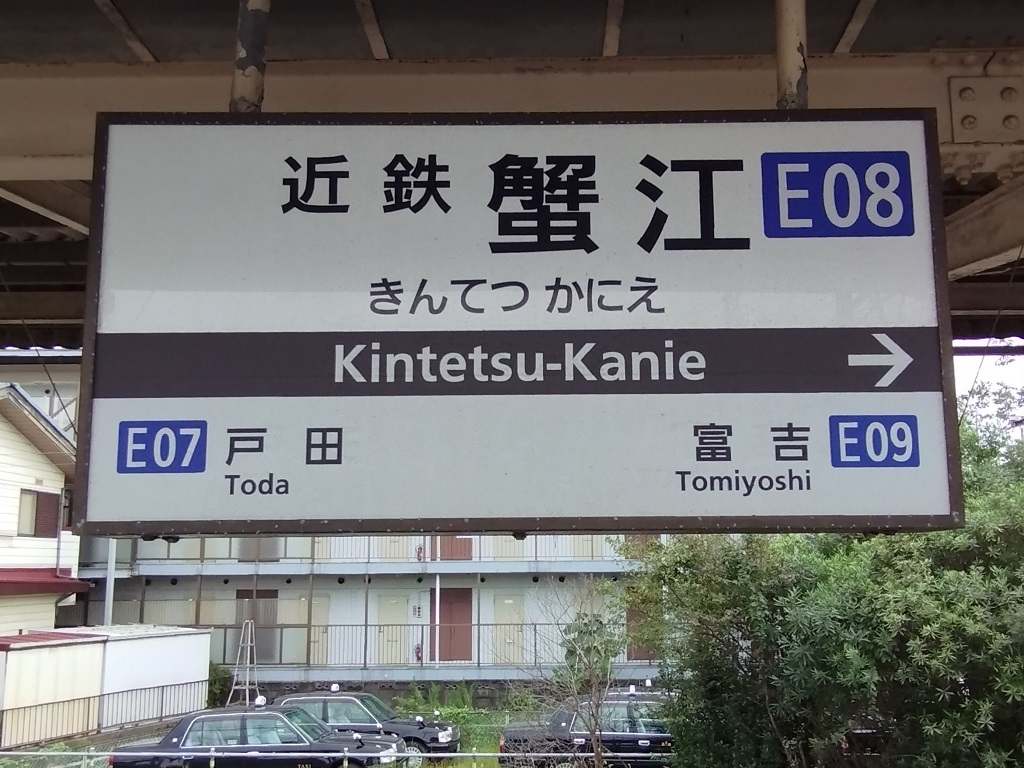
駅名標

### 改札・営業面
- 近鉄名古屋駅管理の有人駅で、自動改札機・自動精算機はPiTaPa・ICOCA、回数券カードに対応するものが設置されている。
- かつては伏屋駅 - 近鉄弥富駅を管轄とする駅長が当駅に配置されていた。
- かつては窓口にて特急券および定期券、企画乗車券の購入が可能であったが[10]、発売時間帯の限定化及び定期券の自動券売機発売移行を経て、2024年9月20日をもって窓口発売を終了した[6][7][8]。この時点では特急券等自動発売機MT型が設置されていないため、近鉄弥富駅と異なり当駅で特急券や企画券を購入することができなくなった[11]。

## ダイヤ面
急行・準急の停車駅であり、準急は当駅から近鉄四日市駅まで各駅に停車する。日中は急行が毎時3本、準急が毎時2本、普通列車が毎時3本停車している。名古屋線の待避可能駅の一つで、列車待避や緩急接続が頻繁に行われている。
- 当駅で特急を待避する急行列車も存在し、土休日8時台の松阪行き急行、土休日10時台の近鉄名古屋行き急行は当駅で特急を待避する[12]。
- 準急は大多数の列車が当駅で特急を待避し、土休日夕方には急行と緩急接続する列車も存在する[12]。また、朝の名古屋方面の準急の一部は、当駅で特急の通過待ちの後、富吉駅で待避の普通からの連絡を行うものがある[12]。
- 普通列車は平日夕方ラッシュまで上下列車と、夕方以降の上り列車の大多数は当駅で普通と急行の緩急接続が行われる[12]。日中の下りは津新町（伊勢中川）行き普通のみが急行と緩急接続し、富吉行きは当駅で急行を待避しないダイヤが組まれているため、日中下りの富吉行き普通から急行に乗り換える場合は当駅で後続の急行を数分待つことになる。

## 利用状況
近鉄蟹江駅の利用状況の変遷を下表に示す。
- 輸送実績（乗車人員）の単位は人であり、年度での総計値を示す。年度間の比較に適したデータである。
- 乗降人員調査結果は任意の1日における値（単位：人）である。調査日の天候・行事等の要因によって変動が大きいので年度間の比較には注意を要する[14]。
- 表中、最高値を赤色で、最高値を記録した年度以降の最低値を青色で、最高値を記録した年度以前の最低値を緑色で表記している。

| 年度別利用状況（近鉄蟹江駅） | 年度別利用状況（近鉄蟹江駅）         | 年度別利用状況（近鉄蟹江駅）         | 年度別利用状況（近鉄蟹江駅）         | 年度別利用状況（近鉄蟹江駅） | 年度別利用状況（近鉄蟹江駅） | 年度別利用状況（近鉄蟹江駅） |
| 年 度                        | 当駅分輸送実績（乗車人員）：人／年度 | 当駅分輸送実績（乗車人員）：人／年度 | 当駅分輸送実績（乗車人員）：人／年度 | 乗降人員調査結果：人／日     | 乗降人員調査結果：人／日     | 特記事項                     |
| ---------------------------- | ------------------------------------ | ------------------------------------ | ------------------------------------ | ---------------------------- | ---------------------------- | ---------------------------- |
| 年 度                        | 定期利用                             | 定期外                               | 合 計                                | 調査日                       | 調査結果                     | 特記事項                     |
| 1978年（昭和53年）           | 1,742,820                            | 958,510                              | 2,701,330                            |                              |                              |                              |
| 1979年（昭和54年）           | 1,810,740                            | 976,902                              | 2,787,642                            |                              |                              |                              |
| 1980年（昭和55年）           | 1,871,730                            | 998,562                              | 2,870,292                            |                              |                              |                              |
| 1981年（昭和56年）           | 1,974,330                            | 975,397                              | 2,949,727                            |                              |                              |                              |
| 1982年（昭和57年）           | 1,943,670                            | 956,437                              | 2,900,107                            | 11月16日                     | 13,673                       |                              |
| 1983年（昭和58年）           | 1,995,600                            | 961,740                              | 2,957,340                            | 11月8日                      | 14,433                       |                              |
| 1984年（昭和59年）           | 2,028,450                            | 930,501                              | 2,958,951                            | 11月6日                      | 14,347                       |                              |
| 1985年（昭和60年）           | 2,047,680                            | 936,603                              | 2,984,283                            | 11月12日                     | 14,367                       |                              |
| 1986年（昭和61年）           | 2,126,190                            | 951,832                              | 3,078,022                            | 11月11日                     | 14,470                       |                              |
| 1987年（昭和62年）           | 2,125,650                            | 948,335                              | 3,073,985                            | 11月10日                     | 14,867                       |                              |
| 1988年（昭和63年）           | 2,090,760                            | 982,701                              | 3,073,461                            | 11月8日                      | 14,408                       |                              |
| 1989年（平成元年）           | 2,064,570                            | 955,060                              | 3,019,630                            | 11月14日                     | 14,527                       |                              |
| 1990年（平成2年）            | 2,073,720                            | 982,959                              | 3,056,679                            | 11月6日                      | 14,836                       |                              |
| 1991年（平成3年）            | 2,117,190                            | 1,011,701                            | 3,128,891                            |                              |                              |                              |
| 1992年（平成4年）            | 2,071,410                            | 975,915                              | 3,047,325                            | 11月10日                     | 14,586                       |                              |
| 1993年（平成5年）            | 1,981,170                            | 948,654                              | 2,929,824                            |                              |                              |                              |
| 1994年（平成6年）            | 1,929,480                            | 911,060                              | 2,840,540                            |                              |                              |                              |
| 1995年（平成7年）            | 1,895,880                            | 902,544                              | 2,798,424                            | 12月5日                      | 13,943                       |                              |
| 1996年（平成8年）            | 1,819,560                            | 873,876                              | 2,693,436                            |                              |                              |                              |
| 1997年（平成9年）            | 1,759,740                            | 857,766                              | 2,617,506                            |                              |                              |                              |
| 1998年（平成10年）           | 1,713,780                            | 840,594                              | 2,554,374                            |                              |                              |                              |
| 1999年（平成11年）           | 1,669,710                            | 864,789                              | 2,534,499                            |                              |                              |                              |
| 2000年（平成12年）           | 1,651,800                            | 854,295                              | 2,506,095                            |                              |                              |                              |
| 2001年（平成13年）           | 1,611,600                            | 845,028                              | 2,456,628                            |                              |                              |                              |
| 2002年（平成14年）           | 1,631,730                            | 877,031                              | 2,508,761                            |                              |                              |                              |
| 2003年（平成15年）           | 1,654,740                            | 887,532                              | 2,542,272                            |                              |                              |                              |
| 2004年（平成16年）           | 1,676,760                            | 859,587                              | 2,536,347                            |                              |                              |                              |
| 2005年（平成17年）           | 1,702,500                            | 891,279                              | 2,593,779                            | 11月8日                      | 13,106                       |                              |
| 2006年（平成18年）           | 1,709,730                            | 875,445                              | 2,585,175                            |                              |                              |                              |
| 2007年（平成19年）           | 1,721,430                            | 886,291                              | 2,607,721                            |                              |                              |                              |
| 2008年（平成20年）           | 1,707,360                            | 868,101                              | 2,575,461                            | 11月18日                     | 12,896                       |                              |
| 2009年（平成21年）           |                                      |                                      |                                      |                              |                              |                              |
| 2010年（平成22年）           |                                      |                                      |                                      |                              |                              |                              |
| 2011年（平成23年）           |                                      |                                      |                                      |                              |                              |                              |
| 2012年（平成24年）           |                                      |                                      |                                      | 11月9日                      | 11,979                       |                              |
| 2013年（平成25年）           |                                      |                                      |                                      |                              |                              |                              |
| 2014年（平成26年）           |                                      |                                      |                                      |                              |                              |                              |
| 2015年（平成27年）           |                                      |                                      |                                      | 11月10日                     | 12,304                       |                              |
| 2016年（平成28年）           |                                      |                                      |                                      |                              |                              |                              |
| 2017年（平成29年）           |                                      |                                      |                                      |                              |                              |                              |
| 2018年（平成30年）           | 1,625,340                            | 778,645                              | 2,403,985                            | 11月13日                     | 11,424                       |                              |
| 2019年（平成31年）           |                                      |                                      |                                      |                              |                              |                              |
| 2020年（令和2年）            |                                      |                                      |                                      |                              |                              |                              |
| 2021年（令和3年）            |                                      |                                      |                                      | 11月9日                      | 9,892                        |                              |
| 2022年（令和4年）            |                                      |                                      |                                      | 11月8日                      | 10,291                       |                              |
| 2023年（令和5年）            |                                      |                                      |                                      | 11月7日                      | 10,739                       |                              |
| 2024年（令和6年）            |                                      |                                      |                                      | 11月12日                     | 10,516                       |                              |

## 駅周辺
古くからの中心市街地は当駅を中心としたエリアだが、住宅が多いため商業施設は町全体に分散傾向にある。

### 主な施設
- 蟹江町役場
- 尾張温泉
- 蟹江町立蟹江中学校
- 蟹江町立蟹江小学校
- 蟹江郵便局
- 三菱UFJ銀行蟹江支店・弥富支店
- あいち海部農協蟹江支店
- 蟹江駅 - JR関西本線（北へ約1.5km）
- 蟹江町立学戸小学校
- Yストア蟹江食品舘

### バス路線
- 飛島公共交通バス（三重交通飛島蟹江線廃止に伴う廃止代替バスとして、2009年（平成21年）4月1日より運行）
  - 蟹江線
- お散歩バス（蟹江町コミュニティバス）
  - グリーンコース：蟹江町役場 - 福祉センター - 富吉駅北口 - 南蟹江団地西 - 近鉄蟹江駅 - 蟹江町役場
  - オレンジコース：蟹江町役場 - 福祉センター - 近鉄蟹江駅 - JR蟹江駅前 - 須成郵便局北 - 蟹江町役場
- 名古屋競馬場行きシャトルバス
  - 弥富市にある名古屋競馬場で競馬が開催される日のみ運行。

## 隣の駅
近畿日本鉄道
E 名古屋線
■急行
近鉄名古屋駅 (E01) - 近鉄蟹江駅 (E08) - 近鉄弥富駅 (E11)
■準急（当駅から富吉方の各駅に停車）
近鉄名古屋駅 (E01) - 近鉄蟹江駅 (E08) - 富吉駅 (E09)
■普通
戸田駅 (E07) - 近鉄蟹江駅 (E08) - 富吉駅 (E09)
- 括弧内は駅番号を示す。